# Empire Earth III
Empire Earth III, también llamado EE3, es un videojuego de estrategia en tiempo real para ordenador desarrollado por Mad Doc Software y distribuido por Sierra Entertainment, lanzado el 6 de noviembre de 2007. Es la última parte de la saga Empire Earth, pero en general ha recibido un menor número de comentarios positivos que sus predecesores.
EE3 contiene cinco épocas, muchas menos que los otros juegos de la serie, aunque abarca aproximadamente el mismo período. El juego presenta tres facciones: de Oriente Medio, Occidente, y Lejano Oriente. Cada facción se compone de edificios singulares, unidades, y tecnologías.

## Juego
A diferencia de sus predecesores, que siempre buscaron darle el mayor realismo posible al juego, Empire Earth III es más bien un juego caricaturesco, dada la apariencia de las unidades, vehículos, edificios y el juego entero en general. Similar a sus predecesores, EE3 es un juego de estrategia en tiempo real. Se introduce varias nuevas unidades y armas, así como una nueva forma libre la estructura de la campaña que es similar en estilo a otros juegos de estrategia en tiempo real, como la serie Total War. Sin embargo, a diferencia de Total War, el jugador avanza a través de todo el curso de la historia en lugar de quedarse en un período específico, principal característica de la saga.
Hay tres civilizaciones personalizables para elegir, son: Occidente, Oriente Medio y Extremo Oriente. Cada civilización puede ser personalizada por el jugador a su elección. Además, cada civilización tiene subfacciones características sobre la base de las naciones históricas (por ejemplo, el Lejano Oriente contiene a las civilizaciones china y japonesa). Otra nueva característica en EE3 es que hay nuevas armas nucleares, como cañones nucleares. En EE3, cada región se centra en diferentes estilos de juego, por ejemplo, el Oriente Medio puede tener edificios móviles, Occidente tiene unas poderosas unidades, y el Lejano Oriente tiene masas débiles pululando, y combinándolas con unidades se producen poderosos mutantes en el futuro.
El juego en el modo "dominación mundial" permite a los jugadores conquistar el planeta. Durante este modo, el jugador tiene misiones opcionales a realizar, mientras conquista el mundo . Además, para ayudar a simplificar el juego, Empire Earth 3 ha roto la historia de la tierra a cinco únicas secciones: Antigua, Medieval, Colonial, Moderna, y Futuro, a diferencia de sus antecesores.

## Desarrollo y lanzamiento
El desarrollo del juego comenzó en 2005, poco después de la publicación de Empire Earth II. El motor de juego fue construido sobre Empire Earth II utilizando el motor Gamebryo 2,0 middleware, pero fue reescrito casi por completo para permitir a los desarrolladores a crear mejores efectos visuales, modelos más detallados y de mayor resolución de texturas. En lugar de hacer las unidades más realistas, Mad Doc trabajó para lograr una vista más "caricaturesca".
La demo de EE3 fue lanzada el 1 de noviembre de 2006. La versión comercial del juego fue lanzada el 6 de noviembre de 2007 en los EE. UU. y el 16 de noviembre de 2007 en Europa. También fue lanzado el Direct2Drive.
El 12 de noviembre de 2007, un escenario portal Gamespy se ha añadido para las actualizaciones y las estadísticas.
En 2008 Activision compró Sierra Games y se acabaron las actualizaciones.
El 17 de enero de 2013 Activision actualizó el juego en modo de sistemas de requerimiento.